# مدادماهی تک‌نواره
مداد ماهی تک‌نواره یا مدادماهی تک‌راه با نام علمی Nannostomus unifasciatus، (از یونانی: nanos به معنی ریز، و لاتین stomus به معنی دهان؛ از لاتین: unifasciatus یه معنی یک نوار)، که عموماً به عنوان مدادماهی تکخط نیز شناخته می‌شود، یک گونه ماهی آب شیرین متعلق به سرده مدادماهی، خانواده تتراسانان و قلم ماهیان است. آنها در تجارت آکواریوم به دلیل اندازه کوچک، طرح رنگ زیبا، حالت شنای منحصر به فرد و سرسختی نسبی محبوب هستند. این ماهی گونه ای است که نام محبوب «مدادی ماهی» برای اولین بار در دهه ۱۹۲۰، از روی این ماهی به علت شکل نیمرخ مدادی‌شکل، نوار مشکی یادآور هسته گرافیتی مداد و باله دمی به رنگ پاک‌کن آن گذاشته شد. بعداً برای همه گونه‌های جنس مدادماهی (Nannostomus) اعمال شد.

## پراکنش
فرانتس اشتاینداشنر برای اولین بار این گونه را در سال ۱۸۷۶ توصیف کرد و آن را به دومین گونه از نوزده گونه در این جنس تبدیل کرد که باید توصیف شوند. مدادماهی تک خط به‌طور گسترده در سراسر حوضه آمازون، در برزیل، سپر گویان، کلمبیا، ونزوئلا و شمال بولیوی پراکنده شده‌است. در نتیجه، این گونه چند ریختی دارای جمعیت‌های جغرافیایی بسیاری است که تفاوت‌های ظریف در الگوی رنگ را نشان می‌دهد. در طول سال‌ها، برخی از این شکل‌های رنگی به اشتباه به عنوان گونه‌های جداگانه توصیف شده‌اند. جمعیتی از این گونه نیز در جزیره ترینیداد کشف شده‌است.

## دودیسی جنسی
دودیسی جنسی در این گونه برای بسیاری از گونه‌های جنس مدادماهی تک راه مشخص می‌شود. باله مقعدی نرها در اکثر جمعیت‌ها از نظر شکل تغییر یافته‌است، باله نر کمی کشیده‌است. کمترین میزان در جمعیت گویان مشهود است. نوک سفید باله‌های شکمی و مقعدی همیشه در نرها روشن‌تر و برجسته تر است. نرها نیز معمولاً از نظر نیم رخ لاغرتر هستند.

## رژیم غذایی
مدادماهی تک خط همه چیزخوار است و عمدتاً از حشرات و سخت پوستان کوچک تغذیه می‌کند. همچنین یک چرنده مشتاق پری فیتون است که میکروارگانیسم‌ها و همچنین جلبک‌ها را می‌بلعد.

## در آکواریوم
این ماهی گونه مناسبی برای آکواریوم‌های پر جمعیت است. آب سبک و کمی اسیدی، سطوح نیترات کم و دمای بین ۲۲ درجه و ۲۸ درجه سانتیگراد دمای شرایط و دمای مناسبی برای نگهداری و رشد این گونه است. بچه آرتمیا و سایر غذاها با اندازه کوچک مناسب است. نرها قلمروهای کوچکی را ایجاد و از آن دفاع خواهند کرد. بر خلاف همزاد خود، مدادماهی قهوه ای، که لایه‌های بالایی آکواریوم را ترجیح می‌دهد، این گونه تمایل به تجمع در قسمت‌های میانی و پایین دست دارد. با وجود اینکه این ماهی از دهه ۱۹۲۰ به این سو به‌طور گسترده‌ای نگهداری شده و بسیار محبوب است، اما تنها گونه از مدادماهی‌ها در تجارت آکواریوم و ماهی‌های زینتی است که تا به امروز هیچ گزارش ثبت شده‌ای مبنی بر تخم ریزی موفقیت‌آمیز در اسارت وجود ندارد،